# Special Night Squads

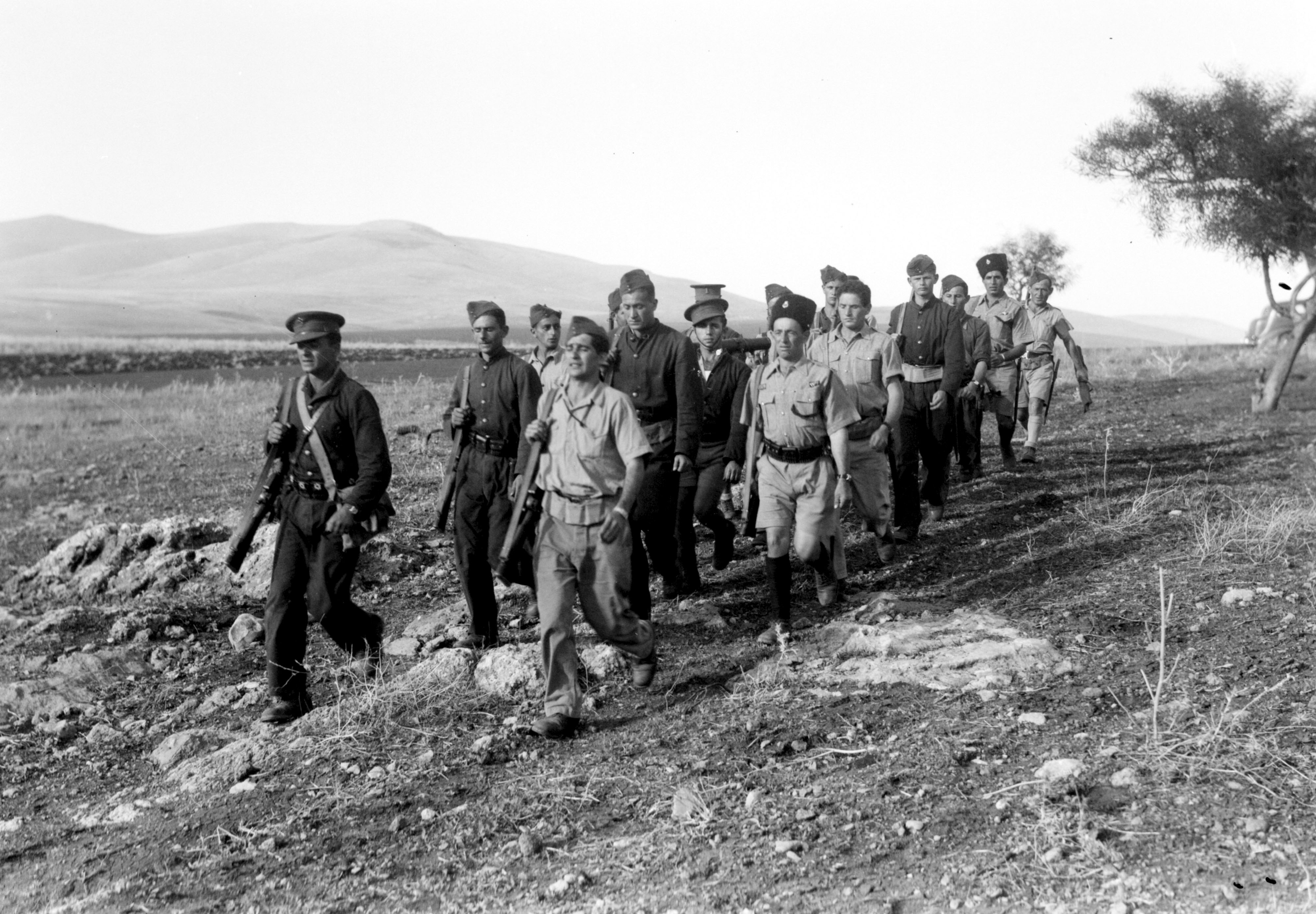
Patrulla los escuadrones nocturnos especiales de regreso a su base. Las patrullas, generalmente organizadas por la noche, fueron mixtas. Los combatientes judíos aportaron su conocimiento del terreno, las costumbres de la población y del árabe. Los soldados británicos aportaron su experiencia de combate.

Los Special Night Squads, en  español Escuadrones Especiales Nocturnos, y abreviados como SNS, eran unidades de fuerzas especiales compuestas por combatientes judíos palestinos y soldados británicos, activas en Palestina durante la Revuelta árabe de Palestina de 1936-1939.
El SNS fue fundado por Orde Wingate, un oficial británico excéntrico y profundamente prosionista. Estaban organizados en 4 secciones con un total de 200 hombres, incluyendo unos 150 judíos seleccionados de las filas de Notrim, una fuerza policial judía establecida por los británicos. El SNS entró en acción a partir de junio de 1938 con la misión principal de proteger el oleoducto de la Iraq Petroleum Company que abastece a la refinería de Haifa, que era regularmente saboteada por los rebeldes árabes. También llevaron a cabo misiones de vigilancia en Galilea, a lo largo de la 'valla de seguridad Tegart'  », así como polémicas operaciones de "antiterrorismo" durante las incursiones y emboscadas nocturnas. El SNS es uno de los precursores de otras unidades que operan con los mismos principios, incluyendo el famoso  SAS, Chindits o la Unidad 101.
En la evolución de la doctrina militar del movimiento sionista contra los árabes, el SNS marcó la transición del principio de «combate defensivo», propio de los «padres fundadores» del movimiento, al de «combate ofensivo», que más tarde influyó en la doctrina de las fuerzas armadas israelíes y contribuyó a forjar el mito del "guerrero judío", orgulloso y conquistador, frente al judío pasivo y resignado del  Galut (exilio).
Moshe Dayan y Yigal Allon, futuros generales y políticos israelíes, dieron allí sus primeros pasos.

## Contexto

### La Gran Revuelta árabe

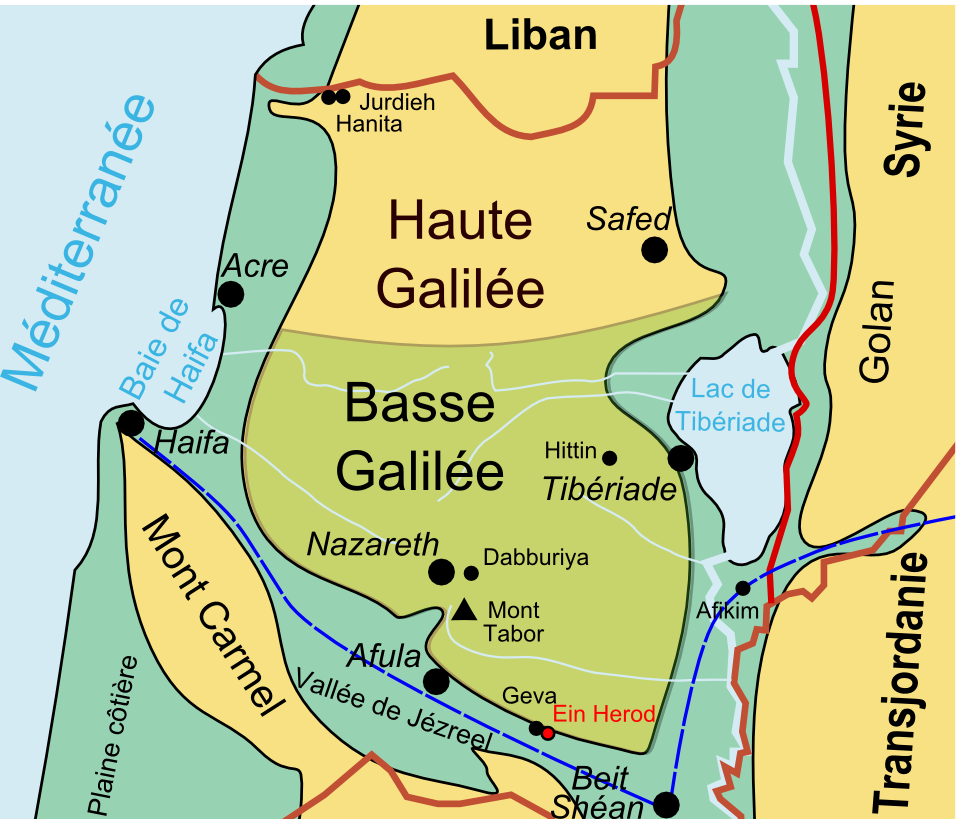
Teatro de operaciones del SNS en Galilea. Los rebeldes operaban desde las montañas de Galilea desde donde atacaron los asentamientos judíos en los valles. Los escuadrones tenían su base en los kibutzim de Ein Harod, Geva y Afikim, a lo largo del oleoducto que conectaba Kirkuk con Haifa (línea azul discontinua), que protegían. Las operaciones que hicieron famosa a la unidad tuvieron lugar en Jurdieh en la frontera libanesa, en Hittin (o Hattin) ubicado al oeste de Tiberíades y en Dabburiya al este de Nazaret.

Desde 1918,  Palestina ha estado bajo el dominio británico. Estos, en virtud de la Declaración Balfour de 1917 y del mandato otorgado por la Sociedad de Naciones en 1922, gobiernan el país y facilitan el proyecto sionista de establecer un «Hogar Nacional Judío», a pesar de la creciente oposición de la población árabe local, y sin ninguna posibilidad de compromiso.
Hasta ahora solo se oponían a los sionistas, los árabes de Palestina se rebelaron en abril de 1936 contra el Mandato británico de Palestina. Exigieron el fin de la  inmigración judía, el fin de la transferencia de propiedades y la venta de tierras a los judíos, y el establecimiento de un cuerpo legislativo elegido por el pueblo. La revuelta comenzó con huelgas, pero la violencia estalló rápidamente contra los judíos y los soldados y policías británicos, matando a casi 300 personas. organizaciones sionistas reaccionaron con moderación y en noviembre los británicos enviaron una comisión de investigación para encontrar una solución a la situación palestina. Esta comisión propuso la división de Palestina entre judíos y árabes y el traslado de la población árabe fuera del área del futuro estado judío.
La propuesta, aceptada por la  Agencia Judía, fue rechazada por los árabes: en julio de 1937, se reanudó la revuelta, particularmente en Galilea, atribuida a los judíos por el informe de la comisión. El asesinato del Comisionado Británico de Galilea por rebeldes el 26 de septiembre incendió la situación. En octubre, los británicos prohibieron el Alto Comité Árabe y proscribieron a todos los líderes palestinos, de los cuales casi 200 fueron arrestados. La revuelta adquirió entonces una nueva dimensión: cientos de grupos armados, con un total de casi 10 000 combatientes, recorrieron el campo, bloquearon las carreteras, llevaron a cabo actos de sabotaje y atacaron los asentamientos judíos. Temiendo perder el control del país, el gobierno británico despidió al Alto Comisionado Arthur Wauchope en mayo por considerar que su política era demasiado moderada y nombró a un arabista, Sir Harold MacMichael, en su lugar.
Por su parte, las organizaciones sionistas difirieron en la actitud a adoptar frente a la revuelta. Tan pronto como se reanudó, el ala más dura del Irgún optó por el uso de la violencia y organizó asesinatos y atentados con bombas, complicando aún más la tarea británica de garantizar la seguridad. La Agencia Judía prefirió colaborar con los británicos y proporciona personal que se integra en la Policía Judía Supernumeraria ("Policía Auxiliar Judía") y en la Policía de asentamientos judíos ("Policía de Aldeas Judías" o "Policía Colonial Judía"). Estas unidades, conocidas en hebreo como Notrim ("Guardias"), realizan protección estática y patrullas diurnas. Ante la relativa ineficacia de la política de "defensa estricta" para proteger los asentamientos, el ejército clandestino sionista, la Haganá ("Defensa"), comenzó a considerar la posibilidad de establecer unidades móviles para patrullar y responder rápidamente a cualquier ataque. La primera de estas unidades, llamada Fosh ("Compañías de Campo"), bajo el mando de Yitzhak Sadeh, entró en acción a principios de 1938.
Fue en este contexto de insurrección árabe contra las autoridades británicas y el sionismo en la que intervino de forma esencial un oficial del ejército colonial británico llegó a Palestina en 1936: el capitán Orde Wingate.

### Orde Wingate

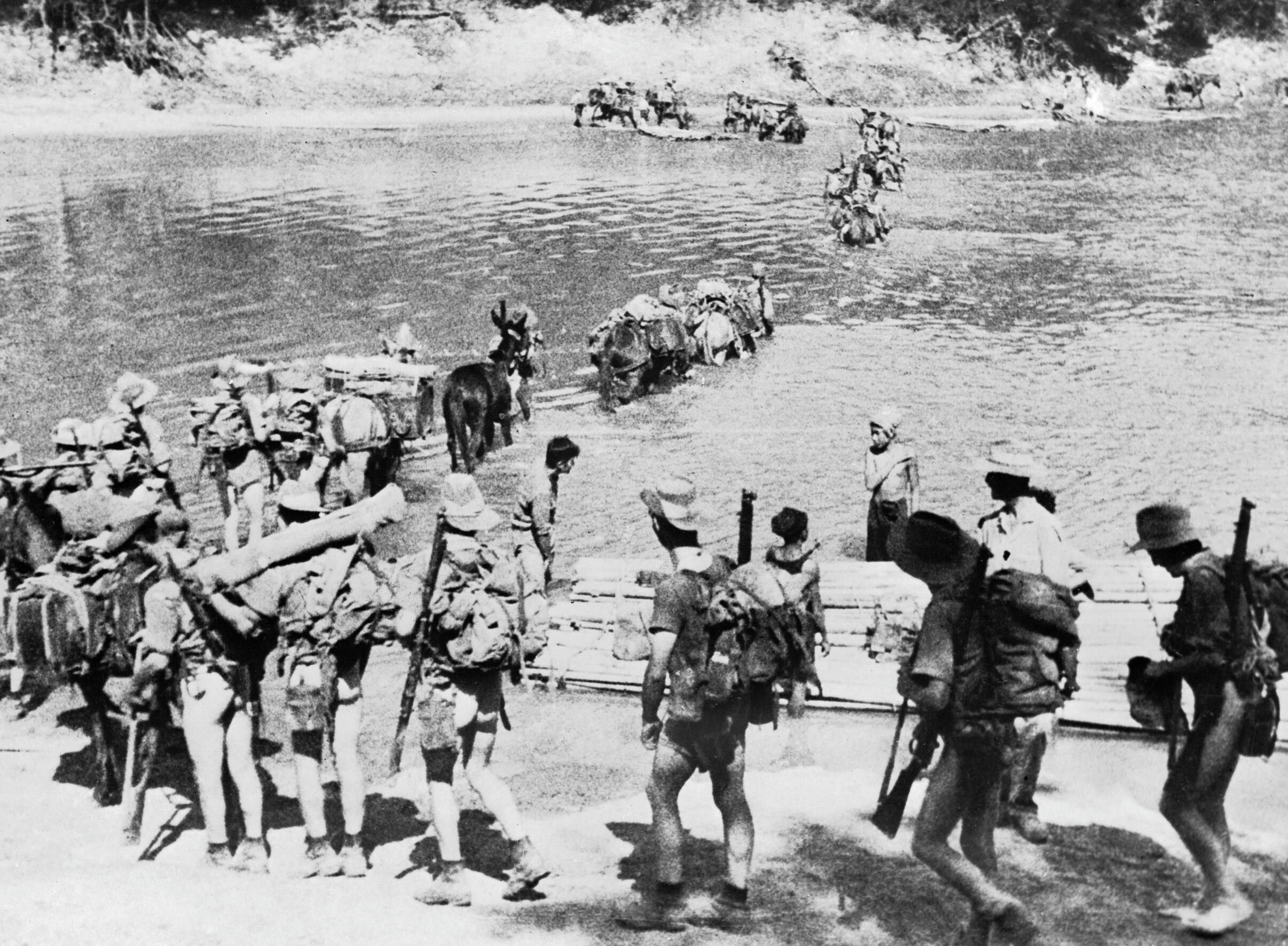
Columna de Chindits (1942). Casi 3000 soldados de estas unidades mixtas estaban operando detrás de las líneas enemigas durante la campaña de Birmania. Fueron abastecidos mediante paracaidismo y vivieron en el campo.

Nacido en 1903, Orde Wingate procede de una familia de origen escocés, con una tradición militar colonial, en la que recibió una estricta educación basada en los valores cristianos fundamentalistas inspirados por los Hermanos de Plymouth. Fundado en el siglo XIX por John Nelson Darby, considerado uno de los fundadores y doctrinarios del sionismo cristiano moderno, este movimiento evangélico protestante llamado dispensacionalismo aboga por una lectura literal de la Biblia, y ve la "restauración" de Israel tanto como una nación terrenal como una voluntad divina.
De 1920 a 1923, Wingate recibió entrenamiento militar en la Real Academia Militar de Woolwich. En 1926, habiéndose convertido en capitán, fue enviado a estudiar árabe en la Universidad de Londres. De 1928 a 1933, su servicio en Sudán lo transformó radicalmente tanto en lo profesional como en lo personal. Descubrió que las pequeñas unidades galvanizadas por el entrenamiento regular y teniendo fe en su comandante podían operar con éxito lejos de su base y a pesar de un ambiente hostil. Durante este período, atravesó una grave depresión, así como una crisis de fe, causada por períodos demasiado largos de aislamiento en el desierto sudanés.
En 1936, fue destinado a Palestina como oficial de inteligencia. Dos años más tarde, fundó los Special Night Squads. Después de regresar a Gran Bretaña en 1939, fue ascendido a coronel y sirvió en Etiopía. Ascendido a general durante la campaña de Birmania, se distinguió por crear los Chindits, una división mixta de varios miles de soldados indios y británicos, que operaba detrás de las líneas japonesas. Murió en un accidente de avión en 1944.
La historia recuerda a Orde Wingate de tres maneras principales: por un lado en el plano militar, por su original y controvertido enfoque de la guerra de guerrillas y la contrainsurrección; por otro lado en el plano político-religioso, por su fervor "fanático ", y su compromiso con la causa judía en Palestina, que forman parte de la perspectiva "cuasi bíblica " del cumplimiento de una "profecía ", o de un "mandato divino ", que hace de Wingate una de las figuras del movimiento sionista cristiano. Por último, los historiadores señalan que es uno de los "padres del Ejército de Defensa de Israel ", país en el que es un héroe nacional, como lo demuestran en particular las numerosas calles e instituciones que llevan su nombre. Churchill lo describió como un hombre de genio que bien podría haberse convertido en un hombre de destino.

## Historia

### Establecimiento de las unidades

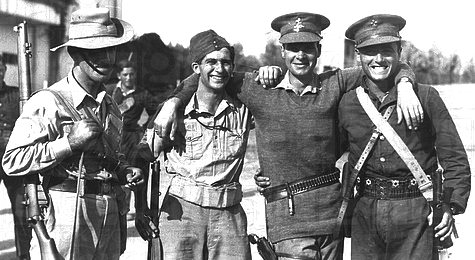
Soldados británicos del SNS (1938). Tres pelotones de 12 soldados británicos tomados de los regimientos de Royal Ulster Rifles, 1st Manchesters y Royal West Kents fueron asignados a las nuevas unidades de la Orde Wingate.

En febrero de 1938, el capitán Orde Charles Wingate fue instruido por sus superiores para estudiar las rutas de entrada de los rebeldes árabes en Galilea. Con este fin, acompañó a varias unidades de la policía del asentamiento judío en sus patrullas. Al final de su misión, escribió un informe tituladoWays of Making His Majesty's Forces Operate at Night with the Objective of Putting and End to the Terror in Northern Palestine, «Formas de hacer que las fuerzas de Su Majestad operen por la noche con el objetivo de poner fin al terror en el norte de Palestina», en el que proponía el establecimiento de unidades mixtas compuestas por soldados judíos por su conocimiento del terreno y soldados británicos por su experiencia en el combate. Operarían de noche para emboscar a los rebeldes y tendrían su base en los asentamientos judíos a lo largo del oleoducto de la Iraq Petroleum Company.
Habiendo convencido a sus superiores del interés de estas secciones especiales, Orde Wingate se trasladó al kibutz Ein Harod en Galilea en mayo de 1938, donde comenzó a entrenar y educar a sus hombres. Tenía tres pelotones de 12 soldados británicos y 80 combatientes judíos seleccionados personalmente de la Policía de Asentamiento Judío y cuatro camiones. Los hombres se dividieron entonces entre Ein Harod y otros dos kibbutzim.
Por su parte, las autoridades sionistas ven este proyecto muy favorablemente y, aunque forman parte del ejército británico, el SNS cuenta con el apoyo financiero y logístico de la Agencia Judía, que paga parte de los salarios y financia los cursos de formación y el suministro de ciertos equipos,20 , incluidos los vehículos esenciales para su movilidad.
El entrenamiento de los soldados está orientado al combate de contrainsurgencia y a las reacciones que debe adoptar cada individuo y dentro del pelotón en caso de encuentros nocturnos con los rebeldes. Las órdenes se transmitían por medio de gestos o linternas, incluyendo la que anunciaba el ataque, que generalmente consistía en un lanzamiento general de granadas seguido de un asalto con bayoneta. Wingate exigió «excelencia, moderación y disciplina» a sus hombres. Inculcó a sus reclutas judíos un sentido de misión y profesionalismo. Aunque cada operación del SNS se preparó en detalle, los hombres fueron entrenados para responder a situaciones inesperadas desarrollando su sentido de la improvisación en el campo de batalla. Como comandante, Wingate dio ejemplo en el campo de batalla con su coraje y resistencia; ve a sus hombres como "compañeros" y ellos lo ven como "amigo", HaYedid", un apodo que perdurará. También estaba orgulloso de ellos y se estaba acercando a ellos a medida que su compromiso sionista tomaba forma. 19 Sobre este tema, escribió a su primo:

Cuando estaba en la escuela, (...) me hicieron entender que era un don nadie y que no tenía lugar en este mundo. Cuando llegué a Palestina, encontré un pueblo entero que había sido tratado así durante generaciones (...). Sin embargo, después [de este tratamiento], permanecieron invictos, [representaban] una gran potencia en el mundo y estaban construyendo un nuevo país. Sentí que pertenecía a este pueblo.

y 

He visto a los niños judíos en los kibbutzim. Puedo decirle que los judíos proporcionarán una mejor tropa que la nuestra. Todo lo que tenemos que hacer es entrenarlos

### Éxito y desarrollo

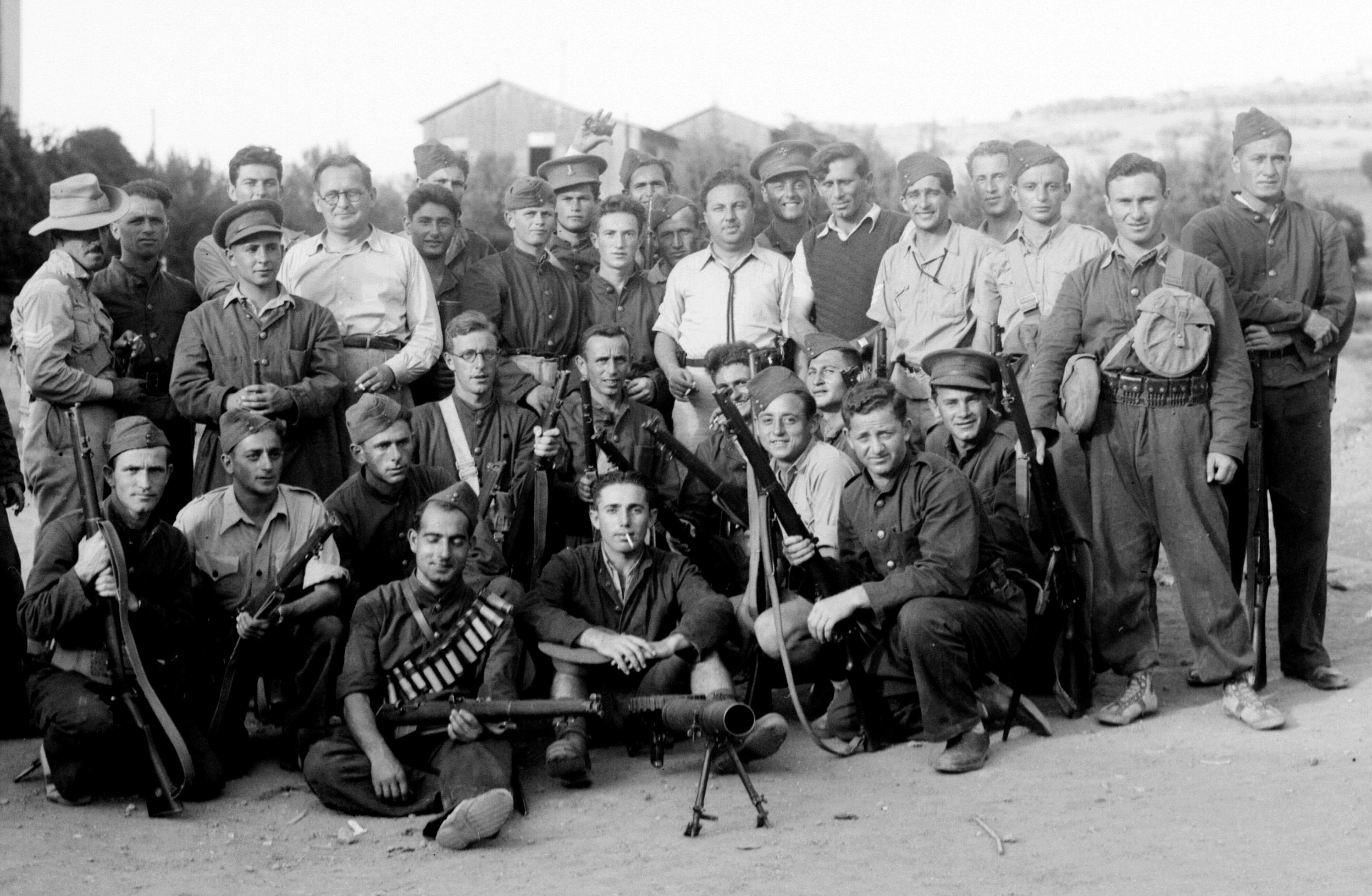
Combatientes judíos y británicos del SNS (1938). El SNS no tenía uniformes propios. Los soldados británicos de tres regimientos diferentes y los combatientes judíos se mantuvieron cada uno.

La primera operación del SNS se organizó el 3 de junio de 1938 y consistió en emboscar a los árabes que trataban de sabotear el oleoducto. Se repitieron acciones similares y el oleoducto se aseguró rápidamente. Las operaciones entraron entonces en una segunda fase con la organización de ataques contra las aldeas rebeldes.
La primera tuvo lugar la noche del 12 al 13 de junio contra Jurdieh en la frontera con el Líbano, cuyos hombres sitiaron el vecino kibutz de Hanita. Doce o quince insurgentes fueron asesinados y la operación causó tal impresión que al día siguiente la aldea Mukhtar levantó el asedio del kibutz y se rindió. El reconocimiento de ambos bandos fue inmediato: el General Robert Haining, comandante en jefe de las fuerzas británicas en Palestina, escribió al superior inmediato de Orde Wingate para expresar la fuerte impresión que le causaron los Escuadrones Nocturnos Especiales, mientras que Fawzi al-Qawuqji, líder de los rebeldes de Galilea, puso precio a la cabeza de Wingate en 1000 libras.
Otra operación a gran escala se organizó la noche del 10 al 11 de julio contra la aldea de Dabburiya. Involucró a 87 hombres del SNS. A pesar de cierta confusión debido a la mala coordinación del ataque, dejó entre 9 y 15 rebeldes muertos y 20 heridos, en comparación con 2 muertos y 5 heridos del SNS, incluyendo a Orde Wingate.22, no.
Robert Haining escribió el 24 de agosto en Londres en un informe oficial que:

No podemos decir mucho sobre los Escuadrones Especiales Nocturnos que fueron organizados (basados en) nuestras dos brigadas para misiones ofensivas nocturnas. Estos pelotones nocturnos hicieron un trabajo particularmente sobresaliente en la Baja Galilea protegiendo el oleoducto de la Compañía Petrolera de Irak. En esta área fueron organizados y entrenados por el Capitán O.C. Wingate de la Real Artillería, bajo mi mando, quien demostró gran empresa, ingenio y coraje en la conducción y control de sus actividades. Estos (comandos) fueron complementados por los Supernumerarios Judíos. que hicieron un excelente trabajo en combinación con el personal británico.

Unos meses después de su creación, el balance de las operaciones llevadas a cabo por el SNS ascendía a unos 60 rebeldes árabes muertos. Wingate fue premiado con la prestigiosa Orden del Servicio Distinguido por sus heridas, pero también por su éxito en las incursiones a Jurdieh y Dabburiya. Con la fuerza de estos, también obtuvo de su mando la formación de otras unidades, y la fuerza judía se incrementó a 200 hombres en septiembre. También se crearon unidades Notrim con la misma doctrina. En la primavera de 1939, había 62 patrullas móviles (Manim en hebreo) que comprendían entre 8 y 10 hombres. Todos ellos tenían un segundo al mando directamente designado por la Agencia Judía.

### Caída y disolución

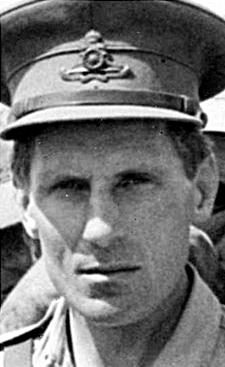
Capitán Orde Charles Wingate (35). Un brillante joven oficial británico de comportamiento excéntrico (...) criado en una familia muy puritana con una lectura literalista de la Biblia y un miedo constante a la salvación, [él] se convirtió inmediatamente al sionismo

Durante el entrenamiento, Orde Charles Wingate fue "continuamente atormentado por las implicaciones morales de sus acciones militares " e "insiste en que las unidades no deben maltratar a los prisioneros y civiles árabes". En el campo, "sus acciones no siempre son consistentes con sus palabras.
El SNS ha llegado a humillar a los aldeanos e incluso a torturar a sus prisioneros. Estas acciones son descritas por los historiadores como "asesinatos sumarios, acompañados de diversas brutalidades contra la población civil " y algunos críticos se refieren al SNS como "escuadrones de la muerte" judíos.
Por su parte, Wingate explica sus motivos diciéndoles a sus hombres:

Los árabes creen que la noche les pertenece (...). Pero nosotros los judíos [sic], vamos a mostrarles que somos capaces de frustrar sus planes. No descansaremos hasta que el miedo a la noche, e incluso al día, se apodere de ellos.

En el otoño, se produjeron dos controvertidas "redadas de represalias". La primera tiene lugar a mediados de septiembre. Tras la muerte del líder del kibutz Ein Harod, amigo personal de Orde Wingate, éste improvisó a las pocas horas de una operación punitiva contra la ciudad árabe de Beit Shean, donde ordenó que se disparara a todos los sospechosos en el acto y que se disparara a los fugitivos. Al menos tres fugitivos y otros cinco fueron asesinados.
El 2 de octubre, un grupo rebelde que acababa de masacrar a 19 judíos, incluyendo 11 niños en Tiberíades, fue interceptado en su vuelo por el SNS. 40 mueren en la emboscada y otros 14 al día siguiente en la persecución organizada con el apoyo de la Real Fuerza Aérea. En represalia por la masacre de Tiberíades, el SNS también organizó una incursión en la aldea de Hattin, 8 kilómetros al oeste. Después de reunir a los hombres del pueblo, Wingate ejecutó 10 (otra versión habla de 1 de cada 10 y describe este método como recurrente). Hace esta declaración:

Has matado a mujeres, niños y ancianos mientras dormían. No tuviste piedad. Sois unos cobardes. Te sentencio a muerte para que puedas redimirte por tus transgresiones.

Física y mentalmente exhausto después de estos eventos, Orde Wingate regresó a Inglaterra en octubre. Se dio a conocer allí solicitando una audiencia con el Primer Ministro para defender la causa sionista a la que estaba totalmente dedicado, mientras la revuelta árabe ganaba impulso en Palestina. El general Robert Haining, que lo había elogiado en un informe menos de un año antes, escribió sobre él:

(Su) tendencia... a actuar para sus propios fines y a reaccionar emocionalmente en lugar de desempeñar su papel... es tan marcada... que sus servicios en la rama de la inteligencia son inoperantes y embarazosos. Ya es hora de transferirlo a otra esfera de actividad.

A su regreso, le retiraron el mando del SNS y lo asignaron a Jerusalén. Y en mayo de 1939, cuando salió de Palestina, se anotó en su expediente:

Orde Charles Wingate, condecorado DSO, es un buen soldado, pero en lo que respecta a Palestina, es un riesgo para la seguridad. No se puede confiar en él. No se le debe permitir regresar a Palestina.

El SNS sigue operando y sus operaciones permiten a los británicos recuperar la iniciativa en la lucha contra los rebeldes en el norte de Palestina y ayudar a expulsar a las fuerzas de Fawzi al-Qawuqji. Sus técnicas fueron implementadas en otras unidades bajo los auspicios del General Bernard Montgomery, sucesor de Haining que había decidido sofocar la revuelta.
Sin embargo, las unidades fueron disueltas en el verano de 1939, un año después de su puesta en marcha. Algunos dirigentes británicos y judíos temían que sus operaciones alimentaran aún más el antagonismo árabe en un contexto internacional en el que Europa se preparaba para entrar en la Segunda Guerra Mundial. Los británicos, por supuesto, habían derrotado la revuelta pero temían su recuperación por las potencias del Eje y promulgaron un libro blanco que respondía a las reivindicaciones árabes.

## Repercusiones
El encuentro entre Orde Wingate y el movimiento sionista, así como la formación de los escuadrones nocturnos especiales, se encuentran entre los «factores más cruciales» en la historia de las fuerzas armadas israelíes en el contexto del desarrollo de una fuerza militar judía en Palestina.
En un glosario publicado por el Ministerio de Defensa israelí e inspirado en los comentarios de David Ben Gurion, podemos leer por ejemplo:
"Las enseñanzas de Orde Wingate, el carácter y el liderazgo fueron una piedra angular para muchos comandantes de la Haganah , y su influencia se ve en la doctrina de combate de las Fuerzas de Defensa de Israel".
A pesar de la brevedad de su acción concreta con el SNS (solo unos meses), Orde Wingate dejó una huella tan profunda y duradera en la conciencia nacional israelí que algunos observadores llegan hoy a clasificarlo entre los “padres fundadores” del estado hebreo.

### Nuevas doctrinas militares

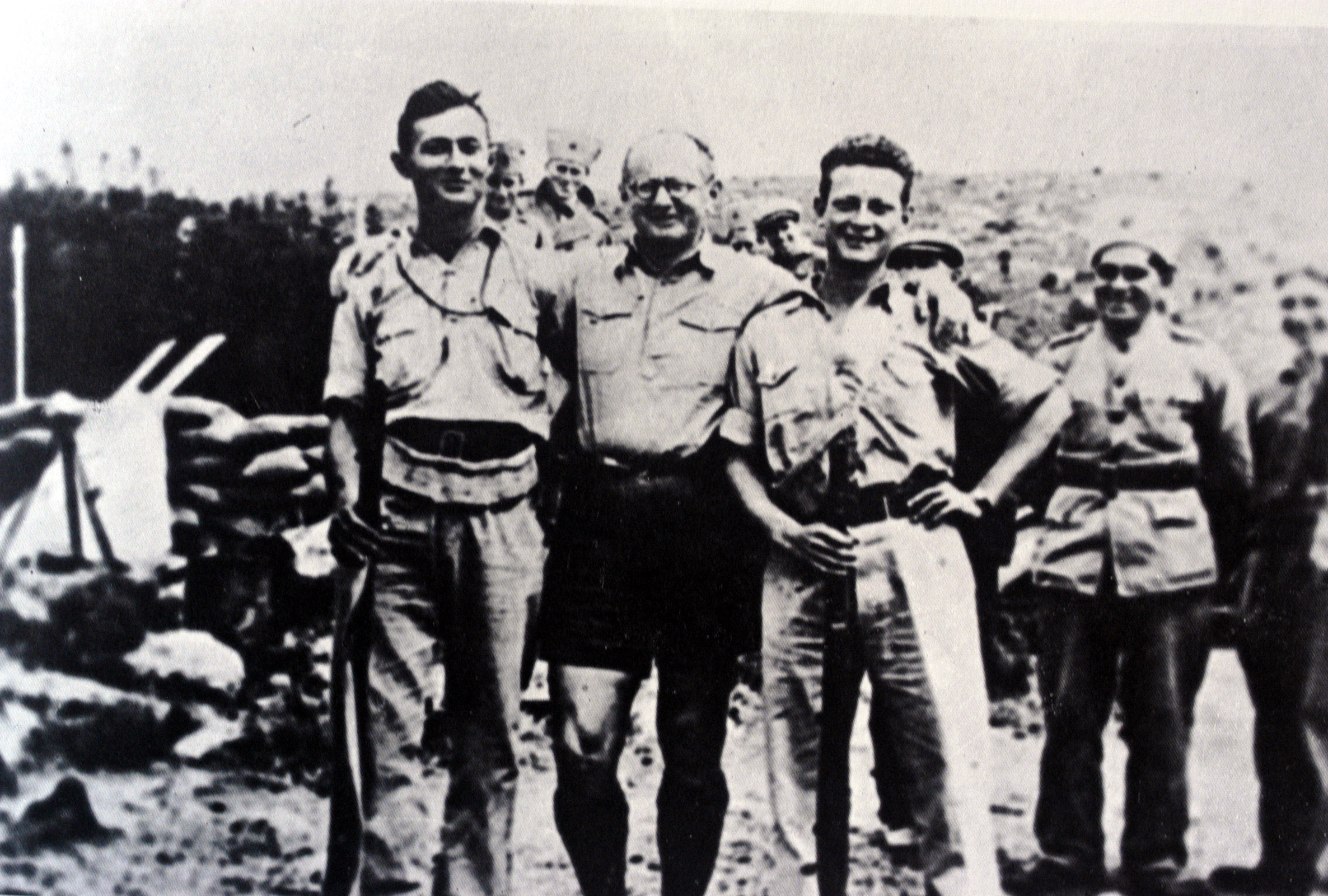
Kibbutz de Anita (1938). Moshe Dayan (23, izquierda) y Yigal Allon (20, derecha) posan con Yitzhak Sadeh (centro). Ambos debutaron en las redes sociales. Serán oficiales superiores en el Palmah, la unidad de élite de la Haganah fundada en 1941 por Sadeh y se distinguirán durante la Guerra de 1948. Dayan se convertiría en Jefe de Estado Mayor del Ejército de Israel y luego en Ministro de Defensa en la Guerra de los Seis Días. Allon se convertirá en primer ministro interino. Son parte de lo que se llamó en Israel la "generación del Palmah". ”O“ Generación Sabra”.

Los primeros pensadores sionistas eran ante todo idealistas que no se dieron cuenta de la oposición que el sionismo provocaba entre la población árabe de Palestina. La doctrina militar del movimiento se basa en preceptos derivados del judaísmo como la "moderación" (Havlagah) y la "pureza de las armas" (Tohar HaNeshek), que sólo pueden utilizarse en un contexto de autodefensa contra los agresores. Durante los primeros enfrentamientos del decenio de 1920, la respuesta del movimiento sionista fue establecer una fuerza paramilitar de "defensa" (Haganah) cuya función principal era proteger los asentamientos de los ataques árabes, así como a la población durante los brotes de violencia. La doctrina se basa entonces en los conceptos de "guardia" y "defensa estática ", que se traducen en el adagio de que "ningún asentamiento [judío] puede ser abandonado". ».
La Gran Revuelta Árabe de 1936-1939 socavó esta doctrina. En efecto, a pesar de la colaboración con los británicos que permitió el desarrollo de su fuerza paramilitar, ciertos círculos judíos perdieron la paciencia ante una política que asimilaron a la actitud pasiva y resignada de los judíos de la diáspora ante los pogromos. Esta doctrina también resulta ineficaz en la lucha contra los rebeldes árabes, a quienes se les abandona la iniciativa de la lucha.
Las doctrinas de combate de Orde Wingate favorecían el ataque sobre la defensa, durante las operaciones nocturnas, meticulosamente preparadas por reconocimiento e inteligencia. El efecto de la sorpresa fue un elemento central de estas operaciones, que requirieron un largo acercamiento, así como el uso de ataques de desviación diseñados para perturbar al enemigo. Toda la potencia de fuego disponible debe utilizarse entonces simultáneamente para hacer que los ataques sean brutales y acortar los combates.
Aunque en general las autoridades sionistas les dan la bienvenida, los métodos del SNS son acogidos con reticencia por los círculos socialistas del Yishuv (la comunidad judía de Palestina), en particular por los primeros pioneros. La "conducta ofensiva" y las "operaciones de liquidación y humillación" son moralmente inaceptables en el contexto de la restauración de la dignidad del hombre judío en su propia tierra.] La joven generación nacida allí, los Sabras, por otro lado, no son muy sensibles a tal reticencia. El enfoque moral es hacer que los aldeanos árabes asuman la "responsabilidad colectiva" de los acontecimientos: las "víctimas inocentes" son culpables de apoyar a los grupos involucrados en los ataques contra los judíos.
Todas estas nuevas doctrinas tácticas y morales "inspiraron a la Haganá a tomar la iniciativa en la ofensiva y a no limitarse más a las tácticas de guardia defensiva, [y] la máxima de que el ataque es la mejor defensa se convertirá más tarde en una de las doctrinas básicas de combate del [ejército israelí]. Moshe Dayan y Yigal Allonnote, futuros comandantes de la Palmah ("Unidad de Choque"), generales y políticos israelíes, hicieron sus primeras incursiones en el SNS. A lo largo de sus carreras, pondrán en práctica las lecciones que aprendan allí. Dayan se referirá así varias veces a Wingate y a la revelación para él del principio de "actuar en el corazón del mecanismo del enemigo ". Las doctrinas de combate del SNS también inspiran a Ariel Sharon, quien dirá de Wingate que fue un héroe de su infancia cuando creó la primera unidad de las fuerzas especiales israelíes: la unidad 101.

### El nacimiento del "Guerrero Judío"

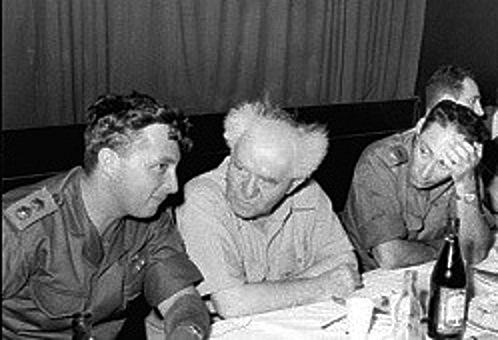
Reunión del Estado Mayor israelí (1957). Teniente Coronel Ariel Sharon (29, izquierda), entonces comandante de brigada de paracaidistas "simple", se sienta junto a David Ben-Gurion (71, centro), entonces Primer Ministro de Israel y Ministro de Defensa. David Ben Gurion, “padre fundador” de Israel, tenía un cariño especial por Ariel Sharon en quien veía la encarnación del “nuevo hombre israelí”. En términos generales, en la mitología israelí, el Sabra (judío nacido en la "Tierra de Israel") es un "hombre nuevo","Descendiente directo del judío originario (...), antítesis del judío diaspórico (...) [y que se identifica con] héroes del pasado, rebeldes y con fuerza". En 1989, Ariel Sharon publicó su autobiografía en inglés bajo el título Warrior.

En el momento de la revuelta árabe, se aceptó ampliamente dentro del Yishuv que los judíos eran incapaces de construir su propia fuerza militar y operar en el terreno. Los valores propuestos dentro del movimiento sionista son los de "trabajo" y "defensa".
Orde Wingate, por el contrario, tenía en alta estima las cualidades militares de los combatientes judíos bajo su mando, a quienes consideraba mejores que los soldados británicos, así como los retos a los que se había enfrentado el pueblo judío a lo largo de su historia. Por su parte, los combatientes judíos admiraban Wingate, y servir en el NHS era considerado un honor. En el contexto del objetivo sionista de fundar un estado judío, dice a sus hombres que están "creando... las bases para el futuro ejército de Sión " y los impulsa a hacerlo:

Se avecinan tiempos difíciles, y todos los defensores de la libertad deben unirse y prepararse para estar en la brecha. Su gente, de la que soy amigo, ha sufrido más que ningún otro. Si luchan, lograrán la independencia en su propia tierra.

El SNS de Wingate así como el Fosh de Yitzhak Sadeh, al promover el "uso de la fuerza" y la "conquista", cristalizan así en el inconsciente colectivo sionista el ethos del "guerrero judío" que nació en esa época.
Esta evolución ideológica se encuentra en los escritos de Nathan Alterman, poeta, escritor y dramaturgo cuya obra ha marcado a generaciones de israelíes. En 1938 compuso un poema titulado "Zemer HaPelugot" ("Canción de las secciones"), cuyo campo semántico contrasta bastante con el del renombrado "Shir Boker Lamoledet " ("Canción matutina a la patria") escrito unos años antes. La historiadora Anita Shapira sitúa este poema entre los ejemplos que marcan el punto de inflexión "del ethos defensivo al ethos combativo" en el pensamiento sionista, rompiendo con el simbolismo de la construcción y el trabajo de los "padres fundadores ":
Espéranos, mi tierra,
En los espacios de sus campos.
Espéranos en los vastos campos de pan.
Tus hijos una vez te trajeron la paz por el arado.
¡Hoy te traen la paz por las armas!
(...)
Sección, levántate, sube a la montaña.
Pelotón, tú serás el que conquiste
Un terreno que ningún hombre ha pisado todavía,
Desde donde las secciones se elevarán.
Este cambio ideológico no se limita a la imaginación colectiva. Ante la rebelión árabe y el éxito de las operaciones, con la opinión experta de Orde Wingate, los líderes sionistas se dieron cuenta de que la opción militar estaba ahora abierta. Eliyahu Golomb, el líder de la Haganah, es el primero de ellos en argumentar abiertamente que el destino de Palestina podría depender del uso de la fuerza militar judía, cuyo entrenamiento, educación y equipamiento pide.

### Precursores del SAS
Los comandos británicos, como unidades que operan profundamente detrás de las líneas enemigas para reunir inteligencia o llevar a cabo acciones ad hoc, fueron creados oficialmente al comienzo de la Segunda Guerra Mundial. Varios autores presentan las "Brigadas Nocturnas Especiales" por su estilo "de comando", las técnicas utilizadas por Orde Wingate (movilidad, operaciones nocturnas, concentración de la potencia de fuego durante el asalto), así como por su capacidad para infligir daños físicos y psicológicos a fuerzas mucho mayores, como las precursoras, o incluso las inspiradoras del famoso "Servicio Aéreo Especial" (SAS).

### Obras generalistas
- (en) Samuel Katz, Israeli Elite Units since 1948, Osprey Publishing, 1988 (ISBN 9780850458374)
- (en) Zeev Schiff, A History of the Israeli Army, Sidgwick & Jackson Ltd, 5 mars 1987 (ISBN 0283994312)
- (en) Martin van Creveld, The sword and the olive : a critical history of the Israeli defense force, PublicAffairs, 2002 (ISBN 158648155X)
- (en) Tom Segev, One Palestine, Complete, Picador (1re éd. 1er octobre 2001) (ISBN 0805065873)
- (en) Henry Laurens, La question de Palestine : 1922-1947 : une mission sacrée de civilisation, t. II, Fayard, 2002 (ISBN 2213603499)
- (en) Anita Shapira, Land and Power : The Zionist Ressort to Force, 1881-1948, Oxford University Press, 1992 (ISBN 0804737762)
- Benny Morris, Victimes : Histoire revisitée du conflit arabo-sioniste, Éditions Complexe, 2003 (ISBN 2870279388)

### Otras obras
- (en) John Bierman and Colin Smith, Fire in the Night : Wingate of Burma, Ethiopia, and Zion, Random House, 2000 (ISBN 9780330367554).
- (en) Simon Anglim, Orde Wingate and the Special Night Squads : A Feasible Policy for Counter-terrorism?, Contemporary Security Policy, 2007 (ISSN 1352-3260).
- (en) Simon Anglim, « Military Cooperation in Palestine - Myth versus Reality » [archive], Résumé d'une conférence tenue au King's College de Londres, 2008

### Tesis doctoral
- (en) Simon Anglim, « Orde Windate and the British Army 1922-1944: Military Thought and Practice Compared and Contrasted » [archive], Thèse de Doctorat présentée à l'Université du Pays de Galles, 2007

### Artículos
- (en) Bitmuna Nadav Man, « The Friend' fights back » [archive], sur Ytnews.com, 20 avril 2008

- Datos: Q1784035
- Multimedia: Special Night Squads / Q1784035